# Georg Schwabenland
Georg Schwabenland (Hockenheim, 14 de diciembre de 1967) es un deportista alemán que compitió en lucha libre. Ganó cuatro medallas en el Campeonato Europeo de Lucha entre los años 1989 y 1992.

## Palmarés internacional
| Representando a la RFA   |                      |                  |           |
| Campeonato Europeo       |                      |                  |           |
| Año                      | Lugar                | Medalla          | Categoría |
| 1989                     | Ankara (Turquía)     | Medalla de plata | 68 kg     |
| 1990                     | Poznań (Polonia)     | Medalla de plata | 68 kg     |
| Representando a Alemania |                      |                  |           |
| Campeonato Europeo       |                      |                  |           |
| Año                      | Lugar                | Medalla          | Categoría |
| 1991                     | Stuttgart (Alemania) | Medalla de oro   | 68 kg     |
| 1992                     | Kaposvár (Hungría)   | Medalla de oro   | 68 kg     |